# Диброва (Саранчуковская сельская община)
Диброва (укр. Діброва) — село в Саранчуковской сельской общине Тернопольского района Тернопольской области Украины.
До 2020 года входило в Бережанский район.
Код КОАТУУ — 6120488403. Население по переписи 2001 года составляло 74 человека.

## Географическое положение
Село Диброва находится на расстоянии в 1,5 км от сёл Славятин и Молохов.
К селу примыкает лесной массив (бук, граб).

## История
- 1458 год — дата основания.